# كونسيبسيون لومباردو
كونسيبسيون لومباردو (بالإسبانية: Concepción Lombardo)‏ هي كاتِبة مكسيكية، ولدت في 8 نوفمبر 1835 في مدينة مكسيكو في المكسيك، وتوفيت في 18 مارس 1921 في تولوز في فرنسا.